# Lambda2 Tucanae
Lambda2 Tucanae (λ2 Tuc, förkortat Lambda2 Tuc, λ2 Tuc) som är stjärnans Bayerbeteckning, är en ensam stjärna belägen i den östra delen av stjärnbilden Tukanen. Den har en skenbar magnitud på 5,45 och är svagt synlig för blotta ögat där ljusföroreningar ej förekommer. Baserat på parallaxmätning inom Hipparcosuppdraget på ca 14,7 mas, beräknas den befinna sig på ett avstånd på ca 222 ljusår (ca 68 parsek) från solen. På det beräknade avståndet minskar stjärnans skenbara magnitud med 0,09 enheter genom en skymningsfaktor beroende på interstellärt stoft.

## Egenskaper
Lambda2 Tucanae är en orange till röd jättestjärna  av spektralklass K2 III.. Den har en massa som är ca 1,8 gånger större än solens massa, en radie som är ca 8,9 gånger större än solens och utsänder från dess fotosfär ca 37 gånger mera energi än solen vid en effektiv temperatur av ca 4 800 K.